# Emblemariopsis ramirezi
Emblemariopsis ramirezi är en fiskart som först beskrevs av Cervigón, 1999.  Emblemariopsis ramirezi ingår i släktet Emblemariopsis och familjen Chaenopsidae. Inga underarter finns listade i Catalogue of Life.